# プロコルズ・ナインス
『プロコルズ・ナインス』（Procol's Ninth）は、イギリスのプログレッシブ・ロック・バンド、プロコル・ハルムが1975年に発表した8作目のスタジオ・アルバム。ライヴ・アルバムも含めれば通算9作目のアルバムに当たる。

## 背景
アメリカのソングライター・チームであるジェリー・リーバーとマイク・ストーラーがプロデューサーに起用された。ゲイリー・ブルッカーは後年のインタビューにおいて「私達はこのレコードを作る前から、長年にわたって彼らのファンだった。彼らは少し前に、イギリスでスティーラーズ・ホイールのプロデュースをしていたから、まだこの辺りにいて一緒に仕事できるんじゃないかと思って、彼らに声をかけて参加してもらったのさ」と語っている。
プロコル・ハルムのアルバムとしては初めて、カヴァー曲を含む内容となり、「アイ・キープ・フォーゲッティング」はリーバーとストーラーが1962年にチャック・ジャクソンに提供した曲で、「エイト・デイズ・ア・ウィーク」はビートルズが1964年に発表した曲である。なお、プロコル・ハルムの前身バンドであるパラマウンツのデビュー・シングル「ポイズン・アイヴィー」は、リーバーとストーラーが作詞・作曲した曲のカヴァーであった。

## 反響・評価
バンドの母国イギリスでは、『プロコル・ハルム・ライヴ〜イン・コンサート・ウィズ・ザ・エドモントン・シンフォニー・オーケストラ』（1972年）以来3年ぶりに全英アルバムチャート入りを果たし、最高41位を記録した。また、シングル「パンドラの箱」は、7週全英シングルチャート入りし最高16位を記録するヒットとなった。
アメリカのBillboard 200では52位に終わり、前作『異国の鳥と果物』（1974年）と同様、全米トップ40入りを逃す結果となった。ノルウェーのアルバム・チャートでは4週連続トップ20入りし、最高11位となった。
ジェイムズ・A・ガードナーはオールミュージックにおいて5点満点中3点を付け「バンド（特にドラマーのB.J.ウィルソン）は絶好調で、幕開け（全英ヒットとなった絶妙な曲"Pandora's Box"）も強力でありながら、アルバム全体としては、サイド2に至るまでに勢いが大幅に衰えてしまっている」と評している。

## 収録曲
特記なき楽曲は作詞がキース・リード、作曲がゲイリー・ブルッカーによる。
1. パンドラの箱 "Pandora's Box" – 3:38
2. フールズ・ゴールド "Fools Gold" – 4:00
3. テイキング・ザ・タイム "Taking the Time" – 3:39
4. アンクワイエット・ゾーン "The Unquiet Zone" – 3:37
5. ファイナル・スラスト "The Final Thrust" – 4:37
6. アイ・キープ・フォーゲッティング "I Keep Forgetting" – 3:27
  - 作詞・作曲：ジェリー・リーバー、マイク・ストーラー
7. ウィズアウト・ア・ダウト "Without a Doubt" – 4:30
8. 笛吹きのメロディー "The Pipers Tune" – 4:26
9. タイピストの悩み "Typewriter Torment" – 4:29
10. エイト・デイズ・ア・ウィーク "Eight Days A Week" – 2:55
  - 作詞・作曲：レノン＝マッカートニー

### 2009年リマスターCDボーナス・トラック
1. アンクワイエット・ゾーン[ロウ・トラック] "The Unquiet Zone (Raw Track)" – 4:23
2. テイキング・ザ・タイム[ロウ・トラック] "Taking The Time (Raw Track)" – 4:34
3. フールズ・ゴールド[ロウ・トラック・ウィズ・ガイド・ヴォーカル] "Fool's Gold (Raw Track With Guide Vocal)" – 3:53

## 参加ミュージシャン
- ゲイリー・ブルッカー - ボーカル、ピアノ
- ミック・グラバム - ボーカル、ギター
- クリス・コッピング - ハモンドオルガン
- アラン・カートライト - ベース
- B.J.ウィルソン - ドラムス
- キース・リード - 作詞